# 高庙镇 (南阳市)
高庙镇，原为高庙乡，是中华人民共和国河南省南阳市宛城区下辖的一个乡镇级行政单位。2017年12月，撤乡设镇。

## 行政区划
高庙镇下辖以下地区：
高庙村、孙楼村、下曹村、大刘庄村、上曹村、栗盘村、司庄村、郭厂村、老薛营村、邰庄村、张庄村、小石碑村、大石碑村、黄池陂村、西张营村、上官庄村、张堂村、谢营村、南张营村、赵桥村、塔桥村、王良庄村、典暴村和东湾村。